# Cégep de Shawinigan
Le Cégep de Shawinigan est un établissement d’enseignement post-secondaire de formation technique et préuniversitaire québécois situé à Shawinigan, dans la région de la Mauricie, au Québec. L'établissement compte environ 1 300 étudiants.
Sa devise est « Du savoir et des gens ».

## Historique

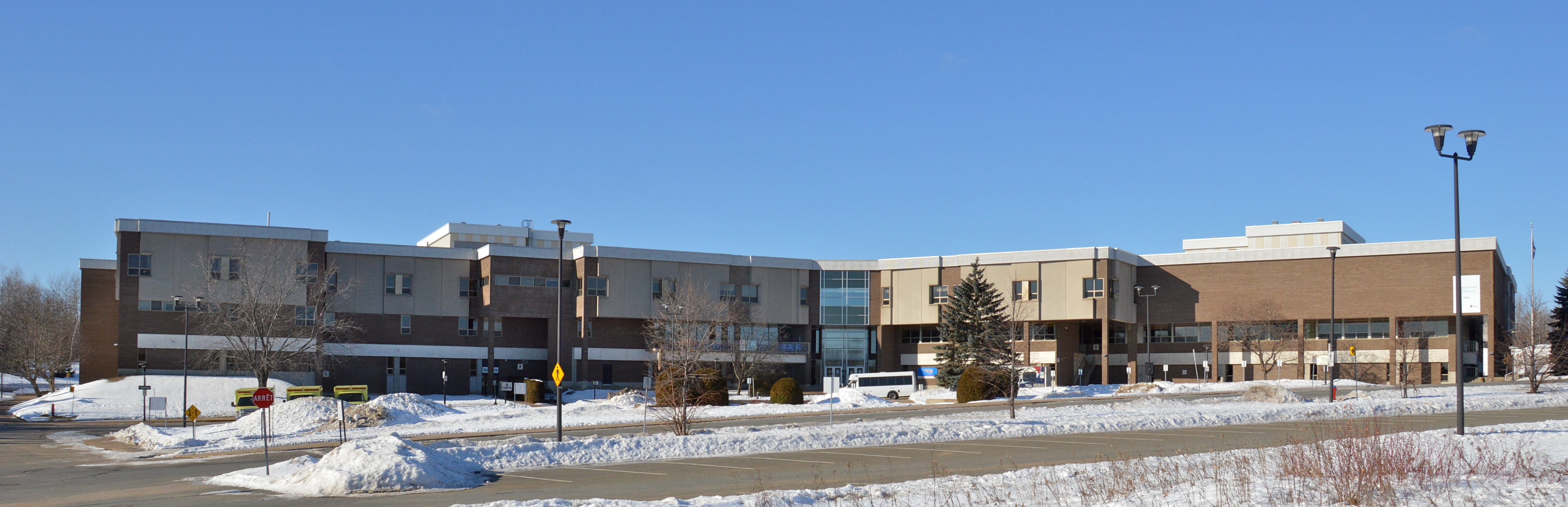
Le bâtiment du Cégep de Shawinigan.

Le Cégep de Shawinigan fut fondé en 1968. À l'époque, il se nommait cégep de Shawinigan. Le nom fut changé en 1994 pour celui de Collège Shawinigan. Puis en 2019, il reprit le nom de « cégep de Shawinigan ».

## Programmes d'études

### Préuniversitaires
- Arts, littérature et communications
- Sciences de la nature
- Sciences humaines : profil Administration
- Sciences humaines : profil Individu
- Sciences humaines : profil Regard sur le monde

### Techniques
- Technique en soins préhospitaliers d'urgence
- Graphisme
- Soins infirmiers
- Technologie d'analyse bio-médicale
- Techniques de comptabilité et de gestion
- Techniques d'éducation à l'enfance
- Techniques de génie mécanique: conception
- Techniques de l'informatique: programmeur-analyste
- Techniques de laboratoire: biotechnologies
- Techniques de laboratoire: chimie analytique

Le Cégep de Shawinigan annonce l’introduction du programme Technologie forestière dès l’automne 2025 à son Centre d’études collégiales (CEC) de La Tuque. Ce programme de trois ans formera des technologues spécialisés en aménagement durable des forêts. Les étudiants bénéficieront d’une collaboration avec l’École forestière de La Tuque et la Forêt d’enseignement et de recherche Mailhot .
Le Cégep de Shawinigan a décidé de poursuivre avec une nouvelle cohorte pour le DEC intensif en Soins préhospitaliers d’urgence. Actuellement, 18 étudiants sont sur le point de terminer ce programme, qui avait été initialement lancé comme projet pilote, marquant ainsi un succès pour cette formule d’enseignement .

## Services aux entreprises
Le Cégep de Shawinigan abrite depuis 1992 le Centre national en électrochimie et en technologies environnementales (CNETE), un centre collégial de transfert de technologie reconnu par le ministère de l'Éducation, du Loisir et du Sport du Québec et qui lui est affilié. Ce centre offre des services de recherche et développement, de soutien technique ainsi que de la formation aux entreprises en plus de produire des retombées sur l'enseignement offert au collège en amenant élèves et professeurs à participer à divers projets.

## Vie étudiante
Les étudiantes et étudiants du Cégep de Shawinigan sont représentés par l'Association générale des étudiantes et étudiants du Cégep de Shawinigan (AGÉÉCS). Elle a aussi des équipes sportives (Les Électriks), en sport électronique et en improvisation (Les Fourches, Le Trident).
L’équipe de football du Cégep de Shawinigan rencontrait de nombreuses difficultés ces dernières années. Cependant, pour la première fois de son histoire, le programme des Électriks a réussi à se qualifier pour les éliminatoires, décrochant même une victoire. Bien que leur élimination laisse un goût amer, la saison 2024 a marqué un tournant décisif .
Le Cégep de Shawinigan a mis en place un service de frigo collectif pour soutenir les étudiants durant la période stressante de fin de session. Afin de les aider à rester concentrés, des collations saines et nutritives seront distribuées avant les évaluations, offrant ainsi un soutien pratique aux étudiants dans leurs révisions .

## Anciens étudiants
- Anthony Beauvillier
- Fred Pellerin
- Gilles Pellerin
- Bryan Perro
- Luc Trudel